# Robert Maillet
Robert Maillet (New Brunswick, 26 de outubro de 1969) é um wrestling profissional e ator canadense. É conhecido por seu mandato na World Wrestling Federation (WWE), como membro da Comissão da Verdade, e onde lutou sob o nome Kurrgan.

## Vida pessoal
Maillet nasceu em Ste-Marie-de-Kent, New Brunswick, Canadá. Cresceu em um vilarejo franco-canadense. Maillet casou-se em 13 de junho de 1997 com Laura Eaton, com quem tem 4 filhos; e em janeiro de 2012, anunciou que ia adotar uma filha, da Etiópia.

## Carreira Wrestling
Maillet passou algum tempo no Japão, trabalhando para promoção de W*ING, como Golias: O Gigante. Maillet assinou com a WWF em 1997, ao lado de The Jackyl, como um membro da Comissão da Verdade, estrelando como "O Interrogador". O grupo foi enviado para a United States Wrestling Association (USWA) antes de ser chamado à lista principal da WWF, onde o nome Maillet evoluiu para "Kurrgan: O Interrogador". Após a Comissão da Verdade ser dissolvida, Maillet - agora chamado simplesmente de "Kurrgan" - passou a fazer parte dos Oddities.
Mais tarde, trabalhou para os eventos de wrestling de Jacques Rougeau, como Kurgan. Em 08 de julho de 2005, ele lutou contra "Hacksaw" Jim Duggan durante o intervalo de um jogo da Canadian Football League, em Montreal.
Usando o nome de Gigante Kurgan, Maillet trabalhou para a Atlantic Grand Prix Wrestling (GPW), de Emile Dupree e para o Legend City Wrestling (LCW), de St. John's.

## Carreira cinematográfica
Maillet apareceu no filme 300, de 2007, onde fez o papel do "Über-Immortal", um gigante selvagem, furioso, e membro do guarda imperial inimiga.
No final de novembro de 2008, Maillet estava filmando uma cena de luta para o novo filme de Sherlock Holmes, e acidentalmente, perfurou o rosto de Robert Downey Jr., levando Downey a ser ensanguentado e derrubado. Downey declarou em 16 de dezembro de 2009, no Late Show with David Letterman, que Maillet ficou "10 vezes mais chateado com isso" do que ele estava.
Maillet representou um boxeador russo profissional, no filme de 2011, The Big Bang.
Ainda em 2011, Maillet apareceu no filme canadense Monster Brawl, onde interpretou Frankenstein, em um torneio de luta com oito monstros que lutam até a morte.
Maillet também participou de três filmes lançados em 2013, sendo eles, Percy Jackson: Sea of Monsters (adaptação do livro best-seller O Mar de Monstros, de Rick Riordan), The Mortal Instruments: City of Bones (adaptação do livro, também best-seller Cidade dos Ossos, de Cassandra Clare), e Pacific Rim.

## Filmografia
| Ano  | Filme                          | Papel                          | Notas                              |
| ---- | ------------------------------ | ------------------------------ | ---------------------------------- |
| 2001 | Lexx                           | Leroy                          | Série de TV: 1 Episódio            |
| 2003 | Liocracy                       | Behemoth Jones                 | Série de TV: 1 Episódio            |
| 2006 | 300                            | Uber Immortal (Gigante)        |                                    |
| 2009 | Sherlock Holmes                | Dredger                        | Prêmio MTV Movie por "Melhor Luta" |
| 2011 | Morte Por Encomenda            | Anton 'The Pro' Protopov       |                                    |
| 2011 | Monster Brawl                  | Frankenstein                   |                                    |
| 2011 | As Aventuras de Merlin         | Darien - Queen Annis' Champion | Série de TV: 1 Episódio            |
| 2011 | Imortais                       | Minotauro                      |                                    |
| 2011 | Once Upon a Time               |                                | Série de TV: 1 Episódio            |
| 2012 | A Little Bit Zombie            | Terry                          |                                    |
| 2013 | Percy Jackson: Mar de Monstros | Polifemo                       |                                    |
| 2013 | Cidade dos Ossos               | Blackwell                      |                                    |
| 2013 | Pacific Rim                    |                                |                                    |
| 2014 | Hércules                       |                                |                                    |
| 2019 | Polar                          | Karl                           |                                    |